# زنبور بزرگ والاس
زنبور بزرگ والاس (نام علمی: Megachile pluto) نام یک گونه از سرده زنبورهای برگ‌بر است.
این زنبور، بزرگ‌جثه‌ترین گونه از زنبور در جهان است.